# 雅各布·惠顿
雅各布·惠顿（英語：Jacob Whetton，1991年6月15日—），澳大利亚男子曲棍球运动员。他曾代表澳大利亚国家队参加2016年和2020年夏季奥林匹克运动会曲棍球比赛，其中2020年奥运会获得一枚银牌。